# Warrap
Warrap (d. arab. واراب – Warab) – miasto w Sudanie Południowym w stanie Warrap, do 2011 stolica tego stanu. Liczy poniżej 1000 mieszkańców.